# Syrmaticus soemmerringii
Syrmaticus soemmerringii е вид птица от семейство Phasianidae. Видът е почти застрашен от изчезване.

## Разпространение
Видът е разпространен в Япония.